# Aalborg
Aalborg (PRONÚNCIA; anteriormente Ålborg) é a 4ª maior cidade da Dinamarca, situada no Norte da península da Jutlândia,                                                                                                                                                                                                          
É uma cidade portuária, conhecida pelo seu bairro antigo, com casas em enxaimel (com fachadas mostrando vigas de madeira) e ruas estreitas.   

| Etimologia de Aalborg O nome geográfico Aalborg deriva supostamente das palavras *āl (corredor navegável) e borg (castelo), significando ”fortaleza junto de corredor navegável”. A cidade está mencionada como Alaburg, em 1075. |

Está localizada na margem sul do fiorde Limfjorden que liga o mar do Norte ao estreito do Categate. Está conectada com Nørresundby, na margem norte, através de ponte e de túnel.
Tem cerca de 119 862 habitantes (2022).
É o centro administrativo da comuna de Aalborg, pertencente à Região Jutlândia do Norte (Region Nordjylland).

## História
Aalborg era na Idade Média um importante centro de pesca no fiorde de Limfjorden e de navegação mercante com a Noruega, então pertencente à Dinamarca. Em 1342, recebeu os seus privilégios de cidade. A partir do século XVI, foi a maior cidade da península da Jutlândia.
 
Com a perca da Noruega pela Dinamarca no século XIX, Aalborg entrou em declínio e foi ultrapassada pela cidade de Aarhus. Já no século XX, recuperou de novo a sua pujança económica.

## Comunicações
Aalborg é atravessada pela estrada europeia E45 (Frederikshavn-Aalborg-Randers-Aarhus-Horsens-Vejle-Kolding-Hamburgo).

É um nó ferroviário, com ligação a Aarhus, Kolding e Fredericia, no sul, e daí para Esbjerg, no oeste, e Odense e Copenhaga, no leste.

Está servida pelo aeroporto de Aalborg (Aalborg Lufthavn), o 3º maior do país, localizado a 6 km a noroeste da cidade.

Dispõe do maior porto interior da Dinamarca (Ålborg Havn), um importante hub acessando o Atlântico Norte, a Escandinávia e o resto da Europa.

## Educação
- Universidade de Aalborg – com 20 000 estudantes (2020). [9]

## Economia
A economia de Aalborg está tradicionalmente dominada pelos cimentos, pelas máquinas, pelos produtos químicos, pelos têxteis, pelos produtos alimentares e pela sua famosa aguardente Aalborg akvavit.

## Pontos turísticos
Esta antiga cidade tem várias atrações turísticas de destaque:

- Casa de Jens Bang (Jens Bangs Stenhus; 1624; estilo renascença)
- Catedral de Aalborg (Sankt Budolfi Kirke ; século XIV; estilo gótico)
- Museu de Arte Moderna de Aalborg (Kunsten Museum of Modern Art Aalborg , conhecido como Kunsten)

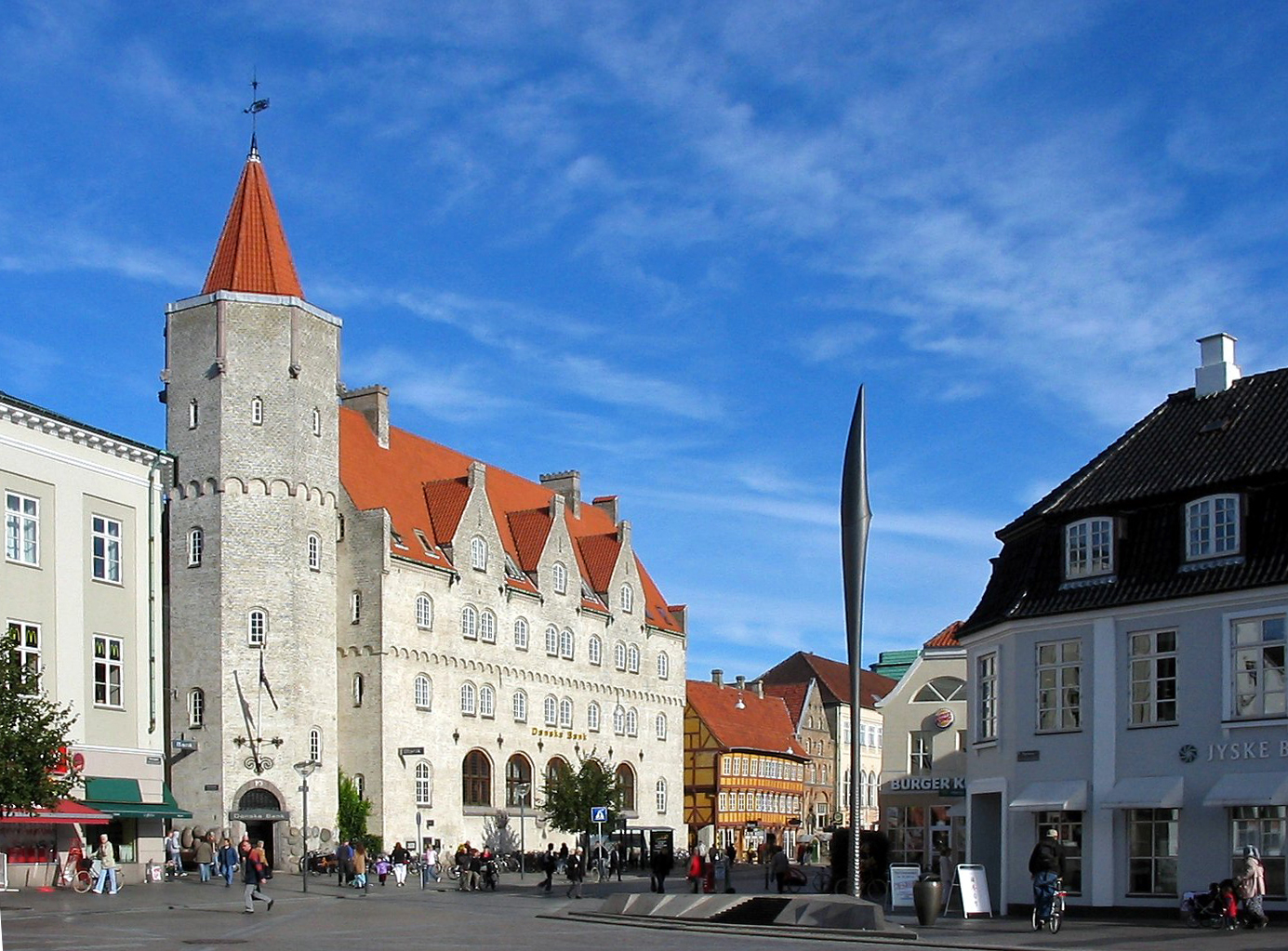
A praça Nytorv
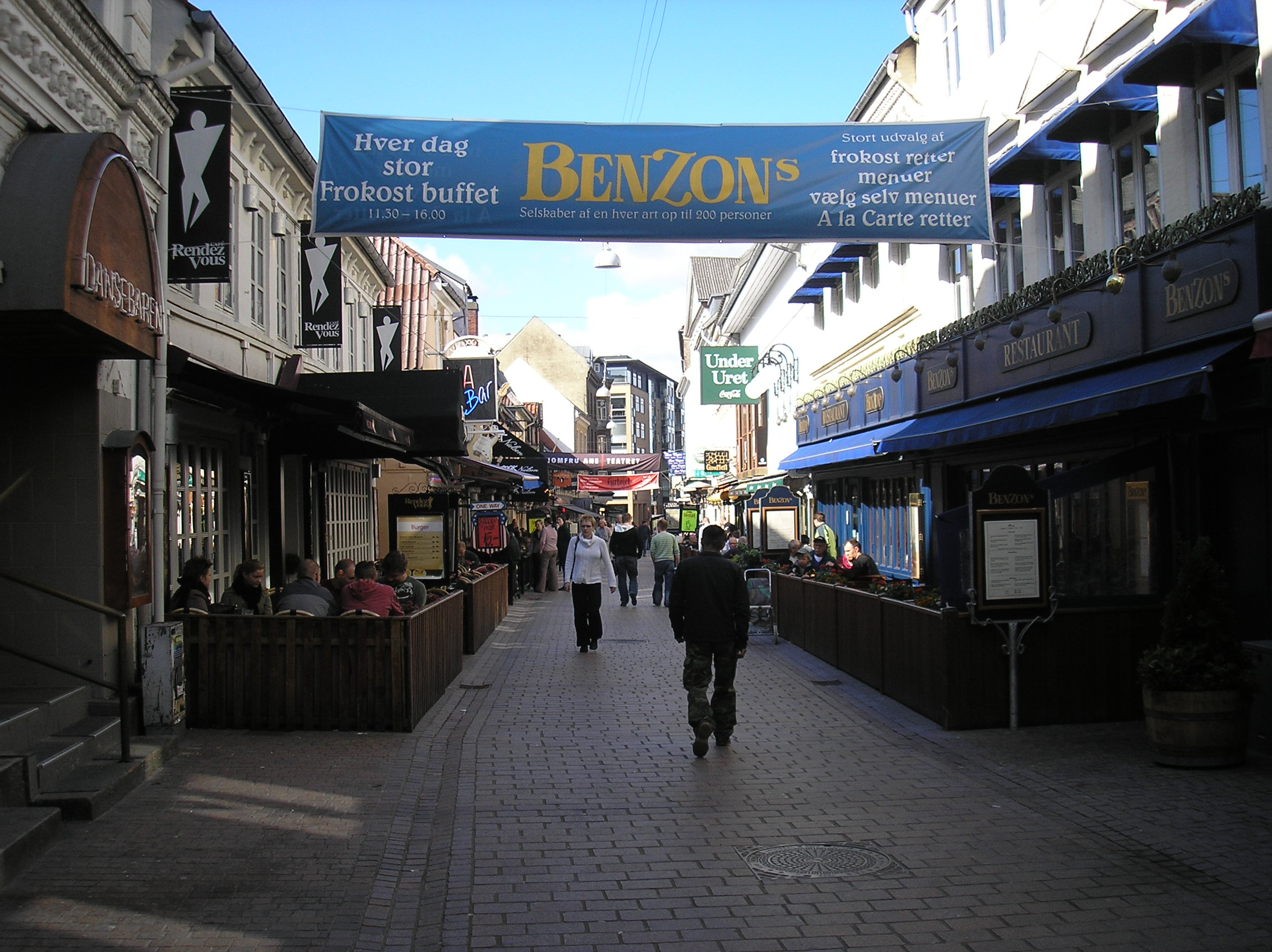
A rua Jomfru Ane Gade
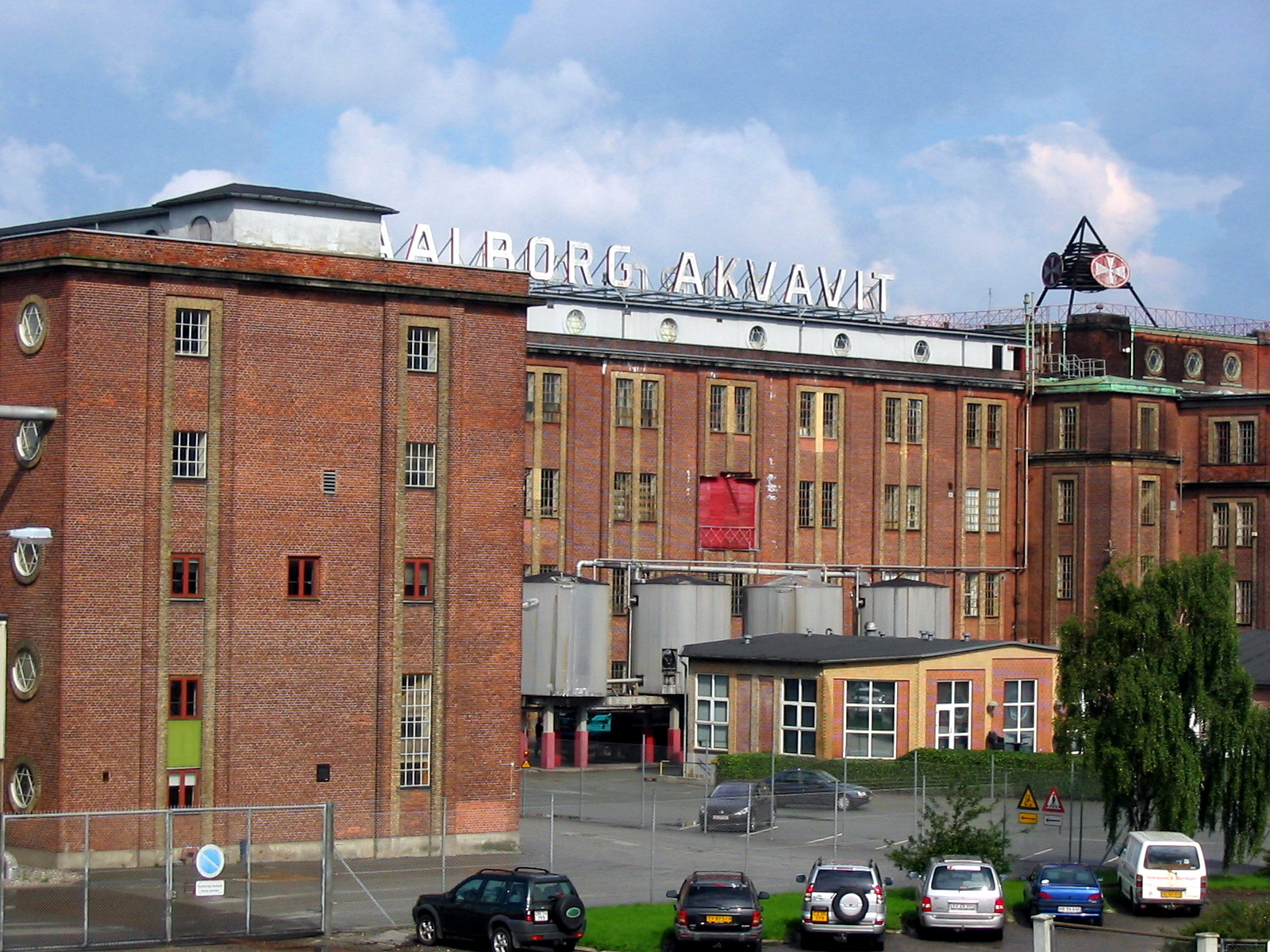
A fábrica Aalborg Akvavit
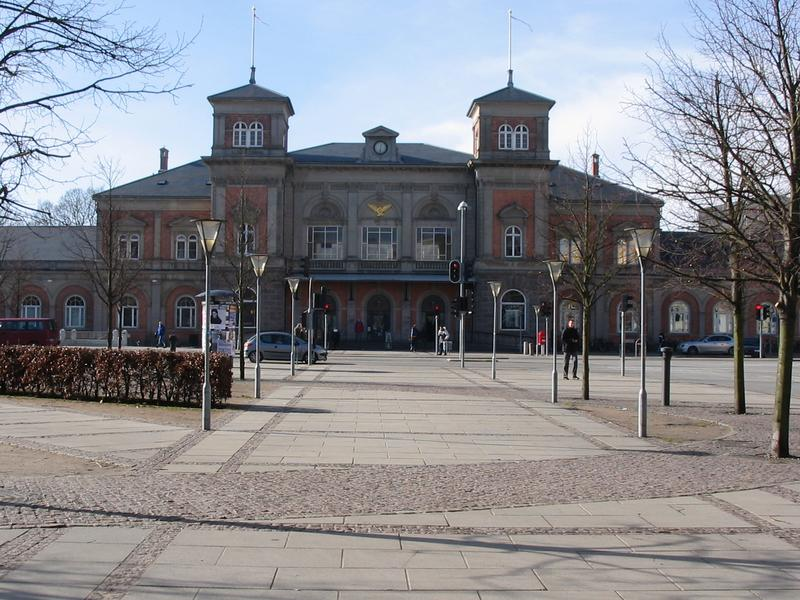
A estação ferroviária Aalborg Banegård

## Ver também

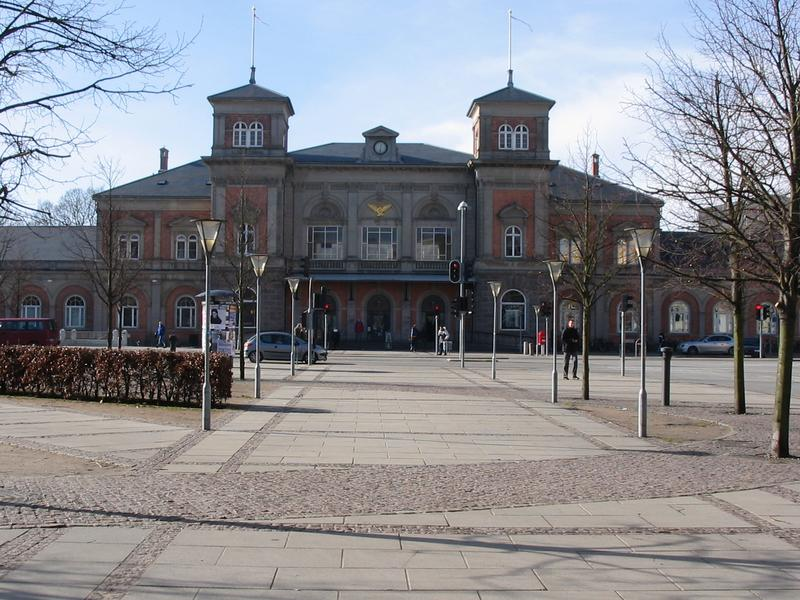
Estação de comboio (trenô)